# Ivor Maxse
Sir (Frederick) Ivor Maxse KCB, CVO, DSO (* 22. Dezember 1862 in London; † 28. Januar 1958 in Midhurst, Sussex) war ein britischer Heeresoffizier, zuletzt General, der unter anderem im Ersten Weltkrieg eine Division und ein Korps befehligte.

## Leben
Maxse wurde als älterer Sohn des Admirals Frederick Augustus Maxse (1833–1900) geboren, sein jüngerer Bruder war der Journalist und Verleger Leopold Maxse (1864–1932). Ivor, wie er üblicherweise genannt wurde, erhielt eine Erziehung an der Rugby School und am Royal Military College Sandhurst, bevor er 1882 als Offizier in die Royal Fusiliers aufgenommen wurde. Er diente längere Zeit in Indien und erreichte in seinem Regiment den Rang eines Captain, bevor er 1891 in die Coldstream Guards überwechselte. Er diente von 1893 bis 1894 als aide-de-camp von General Sir Arthur Lyon Fremantle, der in dieser Zeit Oberbefehlshaber in Schottland und danach Gouverneur von Malta war. 1897 ließ sich Maxse für den Dienst in der ägyptischen Armee freistellen, um an der Kampagne gegen die Mahdisten im Sudan teilzunehmen. Er diente hierbei im Rang eines Bimbashi (Major) unter anderem in den Schlachten am Atbara und von Omdurman und wurde 1898 mit dem Distinguished Service Order ausgezeichnet. In der Schlacht von Umm Diwaykarat 1899 befehligte er ein Bataillon. Er ging anschließend nach Südafrika, wo Ende 1899 der Zweite Burenkrieg begonnen hatte. Maxse diente hier im Stab von Lord Roberts und als Commissioner der Polizei von Pretoria nach dessen Einnahme im Juni 1900.
Ende des Jahres ging er nach England zurück, wo er einen Posten im War Office übernahm. 1903 erhielt er den Befehl über das 2. Bataillon der Coldstream Guards und wurde 1907 Kommandeur des Regiments. 1910 übernahm er die 1st (Guards) Brigade im Aldershot Command, die er auch zu Beginn des Ersten Weltkriegs nach Frankreich führte. Er nahm hier 1914, zum Major-General befördert, an den Schlachten von Mons, an der Marne und an der Aisne teil. Im Oktober 1914 erhielt er den Auftrag, in Colchester die 18th (Eastern) Division, eine der ersten Divisionen von Kitcheners Armee, aufzustellen. Mit seiner Division wurde er im Sommer 1915 nach Frankreich verlegt.
Die 18th Division nahm ab Sommer 1916 unter Maxses Befehl an der Schlacht an der Somme teil. Sie war eine der wenigen Divisionen, die am ersten Kampftag, dem 1. Juli, die ihr gesteckten Ziele erreichte, in diesem Fall die Einnahme von Montauban-de-Picardie (zusammen mit der 30th Division). Die Division blieb bis zur Einstellung der Offensive im November 1916 fast durchgängig an der Somme im Einsatz und kämpfte unter anderem an der Ancre. Maxse wurde für seine erfolgreiche Führung mehrfach im Kriegsbericht erwähnt.
Im Januar 1917 übernahm er unter Beförderung zum Lieutenant-General das an der Westfront neugebildete XVIII Corps, mit dem er im März an den Verfolgungskämpfen während des Unternehmens Alberich teilnahm. Von Sommer bis Herbst 1917 kam das Korps in der Dritten Flandernschlacht als Teil der Fifth Army unter Hubert Gough zum Einsatz. Im Frühjahr 1918 stand es in Abwehrkämpfen während des deutschen Unternehmens Michael. Das Korps wurde danach der First Army unter Henry Horne zugeteilt, mit dem Maxse bald in Streit über Taktiken, Versorgung und Ausbildung lag, sodass der Oberbefehlshaber der britischen Westfront, Feldmarschall Douglas Haig, für ihn eine andere Verwendung suchte.
Im Juni 1918 wurde Maxse zum Generalinspekteur der Ausbildung der britischen Armeen in Frankreich ernannt. Obwohl Maxse für dieses Amt ideal geeignet war, empfand er seine Entfernung von der unmittelbaren Front als Herabsetzung. Er schenkte in dieser Rolle den von den Deutschen in ihrer Frühjahrsoffensive gezeigten Taktiken große Beachtung und versuchte, sie in die britischen Ausbildungsregularien aufzunehmen, was in der Hunderttageoffensive Wirkung zeigte.
Nach dem Kriegsende wurde Maxse, nachdem er zeitweise das IX Corps der Rheinarmee geführt hatte, im Juni 1919 zum Oberbefehlshaber des britischen Northern Command ernannt, was er bis 1923 blieb. In letzterem Jahr wurde er zum vollen General befördert und schied 1926 aus dem aktiven Dienst. Im Northern Command hatte er aktiven Anteil an der Beförderung der Karriere des damals noch jungen Basil Liddell Hart. Im Ruhestand wurde er erfolgreicher Inhaber einer Obstbaugesellschaft. Er erlitt 1956 einen schweren Schlaganfall und verlebte seine letzten Lebensjahre in einem Pflegeheim.
Der Militärhistoriker Corelli Barnett bezeichnete Maxse in dem von ihm verfassten Eintrag im Oxford Dictionary of National Biography als „einen der fähigsten Offiziere seiner Generation“.